# Дефіцит глюкозо-6-фосфат-дегідрогенази
Дефіцит глюкозо-6-фосфат-дегідрогенази — генетичне захворювання, яке проявляється у схильності до гемолізу, тобто руйнування червонокрівців (еритроцитів). Внаслідок цього, у людей розвивається захворювання, яке називається гемолітична анемія.[неавторитетне джерело] 
Це Х-зчеплене рецесивне захворювання, яке призводить до ушкодження ферменту глюкозо-6-фосфатдегідрогенази.  Глюкозо-6-фосфатдегідрогеназа, це фермент, який захищає червоні кров'яні клітини, які переносять кисень від легенів до тканин по всьому тілу.  Дефект ферменту призводить до передчасного розпаду еритроцитів.  Розпад червонокрівців, може бути спровокований інфекціями, певними ліками, стресом або такими продуктами, як біб кінський. Залежно від певної мутації важкість стану може змінюватися. Діагноз ґрунтується на симптомах і підтверджується аналізами крові та генетичним тестуванням.
Постраждалі люди, повинні уникати харчових призвідників, зокрема фаби (бобів кінських) .  Це може бути складно, оскільки фаба може називатися «бобами», і використовується в багатьох продуктах, цілими або як борошно.  Фалафель, мабуть, найвідоміша страва, але кінські боби також, часто використовується як наповнювач для фрикадельок та інших страв.  Оскільки нестача G6PD не є алергією, харчові правила в більшості країн не вимагають, щоб фаба була зазначена як алерген на етикетці.
Лікування гострих станів, може передбачати ліки від зараження, припинення приймання ліків, що викликають порушення, або переливання крові.  Жовтяницю у новонароджених, можна лікувати жовчними лампами.  Рекомендується, щоб люди проходили тест на G6PDD, перед прийманням певних ліків, як от примахін.
Близько 400 мільйонів людей у всьому світі мають це захворювання.  Воно особливо поширене в деяких частинах Африки, Азії, Середземномор'я та Близького Сходу. Чоловіки хворіють частіше, ніж жінки.  Вважається, що 2015 року, це призвело до 33 000 смертей.